# چی سائو
چی سائو یک متد آموزشی منحصر به فرد در وینگ‌چون است که به هنرجویان یاد می‌دهد تا چگونه نیروی حریف را با مؤثرترین روش علیه خودش در نبرد تن به تن استفاده کند. چی سائو یا همان دستان چسبناک برای توسعهٔ رفلکس خودکار استفاده می‌شود. در وینگ‌چونگ شاگردان از طریق تماس دستان و استفاده از حس لامسه و به صورت کاملاً خودکار به اجرای فنون می‌پردازند. اجرای این تکنیک بر اساس احساس فشار در مکانیک بدن حریف مقابل انجام می‌شود، حرکت و فشار دو اصل مهم در چی سائو بوده و هر چه این حس افزایش پیدا کند رفلکس حمله و ضد حمله با دقت و سرعت بیشتر اعمال می‌شود.
در چی سائو شرکت‌کنندگان در برابر یکدیگر می‌ایستند و در یک دایره در حالی که سعی در آرام باقی ماندن هستند، شروع به احساس نیروی حریف می‌کنند و به پیدا کردن مقاومت و شکاف‌های دفاعی می‌پردازند و در لحظهٔ مناسب از شکاف پیدا شده در دفاع حریف با وضعیتی به‌نام حمله به همراه دفاع به حریف حمله می‌کنند.
در برخی از مکاتب مانند مکتب شروع حرکت چی سائو با یک دست است تا نوآموز بتواند در مقابل احساس فشار و مکانیک بدن حساس بشود و از طرفی به طرف دیگر بشود تا با تمرین حساسیت پاسخ‌های خاص را درک کند و بتواند پاسخ‌های خاص به دست بیاورد و این تمرین به یک مبارزه تبدیل نشود بلکه حالت تمرین را برای نو آموز داشته باشد.